# کژدم (صورت فلکی)
صورت فلکی کژدم یا عقرب از صورت‌های فلکی منطقةالبروجی است که در نیمکره جنوبی آسمان واقع شده است. این صورت فلکی یکی از ۴۸ صورت فلکی است که توسط بطلمیوس، منجم یونان باستان کشف شد. نماد باستانی این صورت فلکی ♏︎ است. صورت فلکی عقرب، صورت فلکی‌ای باستانی است که قدمت آن بیشتر از یونان باستان است. این صورت فلکی در بین صورت‌های فلکی ترازو در غرب و قوس (کمان) در شرق قرار گرفته است. صورت فلکی بزرگ عقرب در نیمکره جنوبی آسمان نزدیک مرکز کهکشان راه شیری قرار گرفته است.

## ستاره‌ها

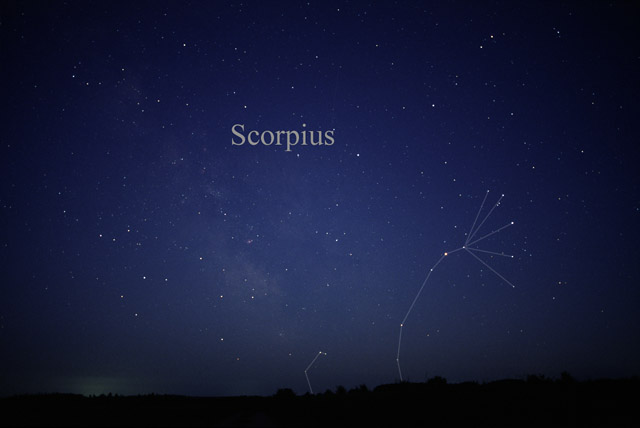
صورت فلکی عقرب آن طور که با چشم غیرمسلح دیده می‌شود. (با خطوط صورت فلکی)

صورت فلکی عقرب شامل چندین ستاره پرنور می‌شود. ازجمله:
- ستارهٔ قلب عقرب (به انگلیسی: Antares یا Alpha Scorpii) - آلفای عقرب: درخشان‌ترین ستارهٔ صورت فلکی عقرب، ستارهٔ قلب عقرب می‌باشد که معنای انگلیسی آن "رقیب مریخ (از نظر سرخ‌رنگی)" است. به دلیل سرخ رنگ بودن متمایز این ستاره این نام را روی آن گذاشته‌اند. این ستاره یک ابرغول بوده و حدود ۶۰۰ برابر قطر خورشید قطر دارد با طیف M1 Ib و قدر ۱٫۰ می‌درخشد قلب‌العقرب یک ستارهٔ همدم آبی‌رنگ از قدر پنجم دارد که طیف آن B۳ و فاصله‌اش با خورشید ۶۰۰ سال نوری است.
- ستاره بتای عقرب (به انگلیسی: Graffias یا Acrab): در دم عقرب واقع شده.
- ستاره دلتای عقرب (به انگلیسی: δ Sco یا Dschubba) به معنای پیشانی
- ستاره سرگس (به انگلیسی: Sargas یا θ Sco) - تتای عقرب
- ستاره نو عقرب (به انگلیسی: ν Sco یا Jabbah)
- ستاره کسی عقرب (به انگلیسی: ξ Sco)
- ستاره پی عقرب (به انگلیسی: π Sco یا Fang)
- ستاره سیگما عقرب (به انگلیسی: σ Sco یا Alniyat)
- ستاره نیاط (به انگلیسی: τ Sco یا Paikauhale) - تاو کژدم

دو ستاره نیش عقرب:
1. ستاره شوله (به انگلیسی: λ Sco یا Shaula) - لاندا عقرب
2. ستاره لسعه (به انگلیسی: υ Sco یا Lesath) - اپسیلون عقرب

نام هر دوی این ستارگان به معنای نیش می‌باشد. به خاطر نزدیکی این دوستاره به یکدیگر گاهی اوقات به شوله و لسعه به عنوان «چشمان گربه» به کار برده می‌شوند.
الگوی ستارگان درخشان این صورت فلکی مانند یک قلاب (hook) است. بیشتر این ستارگان پرجرم، از اعضای تجمع ستاره‌ای OB (Stellar association) هستند: تجمع ستاره‌ای عقرب - قنطورس (Scorpius–Centaurus association)
ستاره دلتا عقرب یک ستاره متغیر ذات الکرسی است. این ستاره پس از ثابت شدن قدرش روی ۲٫۳ در ژوئیه ۲۰۰۰ در عرض چندهفته به قدر ۱٫۹ رسید. چون این ستاره متغیر است، قدرش بین ۲٫۰ تا ۱٫۶ تغییر پیدا می‌کند. این بدین معناست که این ستاره در روشن‌ترین قدر خود، دومین ستاره روشن صورت فلکی عقرب است.
یو عقرب سریع‌ترین نواختر شناخته شده است و دوره تناوب آن حدود ۱۰ سال است.
ستاره امگا عقرب (به انگلیسی: Omega Scorpii) یک ستاره دوتایی ظاهری است که از امگا۱ و امگا۲ تشکیل شده است که با چشم غیرمسلح نیز قابل مشاهده است. یکی از این ستارگان (امگا ۲) غول زرد است.ولی ستاره دیگر (امگا۱) ستاره آبی رنگ گونه B است و در تجمع ستاره‌ای عقرب - قنطورس قرار دارد.
ستاره‌ای که قبلاً به عنوان گاما عقرب بود (و در نزدیکی محدوده صورت فلکی ترازو قرار داشت) در حال حاضر به عنوان ستاره سیگما ترازو شناخته می‌شود. چراکه در گذشته صورت فلکی ترازو به عنوان پنجه‌های عقرب در نظر گرفته می‌شد. تقسیم‌بندی این صورت فلکی به عنوان ترازو در زمان روم باستان اتفاق افتاد

## اجرام عمقی آسمان
به دلیل موقعیت صورت فلکی عقرب در نزدیکی کهکشان راه‌شیری، این صورت فلکی شامل چندین اجرام عمقی آسمان می‌شود. مانند:
1. مسیه ۸۰: خوشه‌ای کروی با قدر ۷٫۳ در فاصله ۳۳۰۰۰ سال نوری از زمین. این خوشه در سال ۱۷۸۱ توسط شارل مسیه کشف شد. این خوشه محل کشف تی کژدم یا نوا در سال ۱۸۶۰ بود که توسط آرتور آوورس صورت گرفت.[۸]
2. مسیه ۴: خوشه کروی
3. آی‌سی ۴۵۹۲
4. آی‌سی ۴۶۰۶
5. آی‌سی ۴۵۹۱
6. ان‌جی‌سی ۶۱۲۴
7. ان‌جی‌سی ۶۲۳۱ (NGC 6231): نیم درجه شمال ستاره زتا۲ عقرب
8. مسیه ۶ (M6): خوشه ستاره‌ای باز - خوشه پروانه
9. مسیه ۷ (M7): خوشه ستاره‌ای باز - خوشه بطلمیوس
10. ان‌جی‌سی ۶۳۸۳
11. ان‌جی‌سی ۶۴۱۶
12. ان‌جی‌سی ۶۳۳۴ یا سحابی پنجه گربه: سحابی گسیلشی یا نشری و محل تشکیل ستارگان است.
13. ان‌جی‌سی ۶۳۰۲ یا سحابی پروانه: سحابی سیاره‌نمای دوقطبی

## ستاره‌شناسی
از نظر نجومی، خورشید فقط به مدت ۶ روز در صورت فلکی عقرب می‌ماند. از ۲ آذر تا ۷ آذر. اما تفاوت این برج به دلیل صورت فلکی مارافسای (سیزدهمین صورت فلکی دایرةالبروج که از آن چشم‌پوشی می‌شود) است. چراکه این صورت فلکی توسط برخی از ستاره‌شناسان استفاده می‌شود.

## اسطوره ستاره‌شناسی
این صورت فلکی کوچک منطقه البروج، چهره عقربی را تصور می‌کند که با نیش خود، جبار را کشته است.